# Lodi (Nueva York)
Lodi es un pueblo ubicado en el condado de Seneca en el estado estadounidense de Nueva York. En el año 2000 tenía una población de 1,476 habitantes y una densidad poblacional de 16.6 personas por km².

## Geografía
Lodi se encuentra ubicado en las coordenadas 42°36′48″N 76°49′27″O / 42.61333, -76.82417.

## Demografía
Según la Oficina del Censo en 2000 los ingresos medios por hogar en la localidad eran de $37,414, y los ingresos medios por familia eran $40,972. Los hombres tenían unos ingresos medios de $28,657 frente a los $23,882 para las mujeres. La renta per cápita para la localidad era de $16,640. Alrededor del 15.8% de la población estaban por debajo del umbral de pobreza.